# 梅花女子大学短期大学部
梅花女子大学短期大学部（日语：／ Baika Joshi Daigaku Tanki Daigakubu *），简称梅短，是過去一所位于日本大阪府茨木市的私立短期大学，於2015年停辦。前梅花短期大学（日语：／ Baika Tanki Daigaku *）。

## 概要

### 简介
- 学校最早可以追溯到1878年[1][2]。短期大学为于1950年开办[2]、由学校法人梅花学园经营、泽山保罗创立的梅花女学校、教育的基础是基督教 [2]。招生到2013年[3]。

### 历史
- 1950年 梅花女学校改组为梅花短期大学。设置英语科[3]、当初在丰中市。
- 1959年 家政科成立[2]。
- 1965年 英语科停办[3]。
- 1975年 英语科再成立[3]
- 1981年 校园迁到茨木市 [2]。
- 1987年 日语科成立[2]。
- 1999年 家政科改名为生活科学科[2]。
- 2000年 两个学科改名为、以下列举[2]。
  - 日语科→日语表现科。
  - 英语科→英语传播学科
  - 生活科学科分离为三个专攻、以下列举。
  - 健康生活学专攻[注 5]
  - 生活福利专攻[注 8]
  - 住宅学专攻[注 8]
- 2002年　生活科学科健康生活学专攻改编为两个专攻、以下列举[2]。
  - 造型设计专攻
  - 烹饪・制果专攻[注 6]。
- 2004年 改校名为梅花女子大学短期大学部[2]。
- 2013年  招生最后、次年停止招生。
- 2015年 停辦。

### 宪章
- 请参看梅花女子大学短期大学部的标志 （页面存档备份，存于） （日語） 2014年2月23日阅览。

## 学校环境
- 校区：在大阪府茨木市

## 历任校长
- 长泽修一：现在短期大学校长[4]

## 组织

### 学科
- 生活科学科
- 英语沟通学科
- 日语表现科

### 前学科
| - 英语科 - 二年制课程 - 三年制课程 - 日语科 - 生活科学科 - 健康生活学专攻 - 造型设计专攻 - 烹饪・制果专攻 - 生活福利专攻 - 住宅学专攻 |

### 专科
| - 没有 |

### 业余课程
| - 没有 |

## 知名校友
- 松居一代：演员

## 相关链接
- 日本短期大学列表